# Rhytidoponera depilis
Rhytidoponera depilis (лат.) — вид мелких тропических муравьёв рода Rhytidoponera из подсемейства Ectatomminae. Эндемик Новой Каледонии. 

## Описание
Длина тела около 5 мм. По относительным размерам, скульптуре и цвету похожи на Rhytidoponera arborea. Глаза немного больше. Затылочные доли широко закруглены, при виде сбоку не выступают. Переднеспинка в среднем немного тоньше, чем у R. arborea. Петиолярный узелок относительно узкий при виде сверху. Субпетиолярный отросток с широким зубцом. Шероховатая скульптура на голове становится продольно морщинистой на темени, около заднего края. Скульптура на петиоле и третьем тергите брюшка более заметна, чем у R. arborea (морщинистая на узелке; мелко-морщинистая до полосатой на III тергите брюшка). Прямая отстоящая волосистость редкая или отсутствует на большей части верхней поверхности тела и полностью отсутствует на ногах и петиоле, тергиты покрыты плотным покровом прижатого опушения, разветвленного на 4-м тергите брюшка. Усики рабочих 12-члениковые (13-члениковые у самцов). Жало развито. Гнездятся в почве. Рабочие фуражируют в наземном ярусе. Вид был впервые описан в 1984 году американским мирмекологом Филипом Уардом по материалам из Новой Каледонии. Относятся к комплексу видов Rhytidoponera pulchella.

## Распространение
Новая Каледония. На высотах около 10 м в прибрежных тропических лесах.